# Vân Phú
Vân Phú là một phường thuộc thành phố Việt Trì, tỉnh Phú Thọ, Việt Nam.

## Địa lý
Phía bắc giáp xã Kim Đức, Phượng Lâu
Phía đông giáp phường Nông Trang, Dữu Lâu, Vân Cơ
Phía nam giáp phường Minh Phương và các xã Thụy Vân, Thanh Đình
Phía tây giáp xã Chu Hóa, Hy Cương.
Phường Vân Phú có diện tích 9,23 km², dân số thường trú năm 2015 là 14.044 người, mật độ dân số đạt 1.524 người/km².